# آنکای
آنکای (انگلیسی: Ankai) شرکت خودروسازی چینی است، که در سال ۱۹۹۷ تأسیس شد.